# Bertrée
Bertrée (en wallon Biètrêye) est une section de la ville belge d'Hannut, située en Région wallonne dans la province de Liège.
C'était une commune à part entière avant la fusion des communes du 17 juillet 1970.

## Démographie
- Sources:INS, Rem:1831 jusqu'en 1970=recensements, 1976= nombre d'habitants au 31 décembre

## Histoire
Il existait jadis un prieuré à Bertrée.

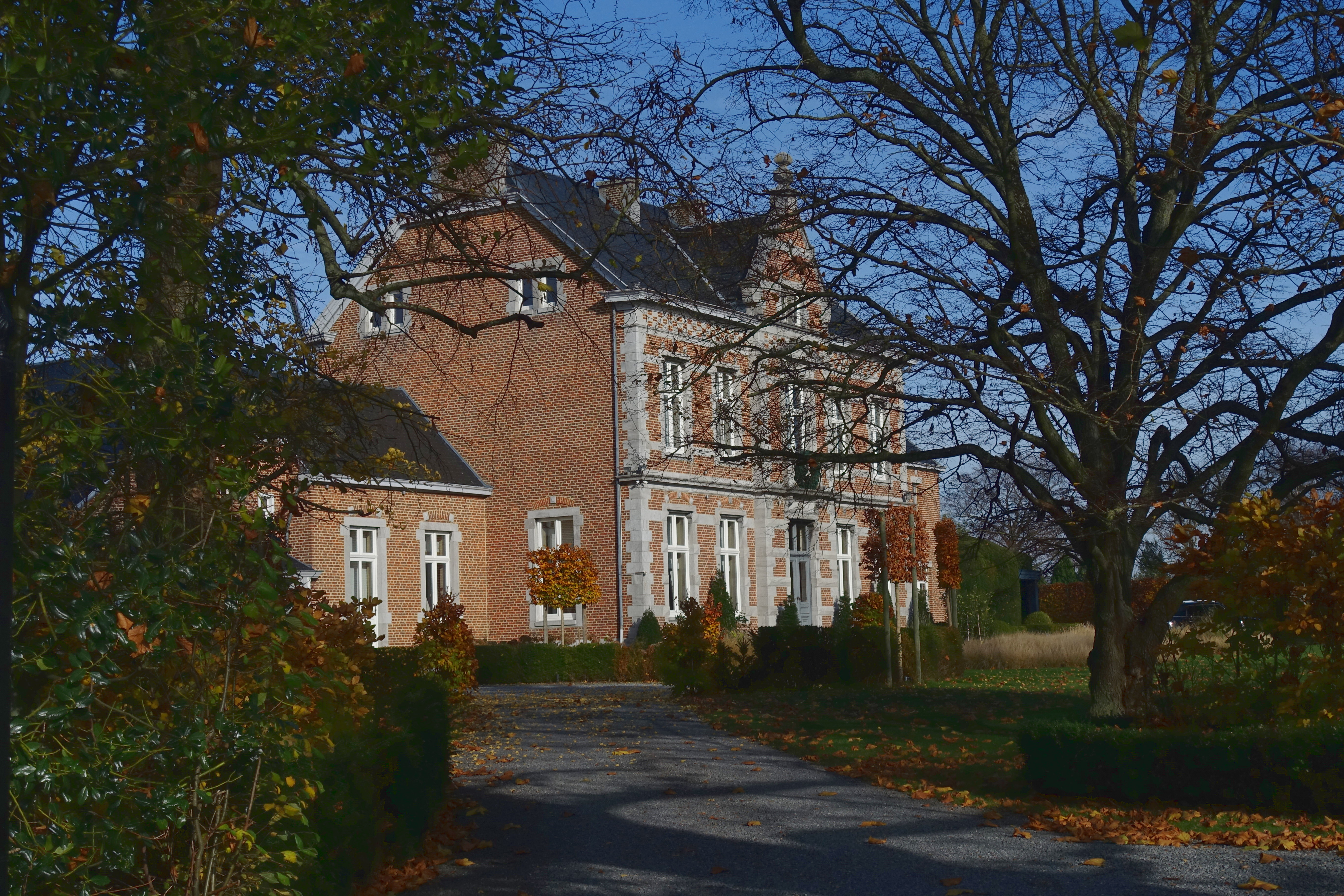
Prieuré de Bertrée.